# Боква
Боква (груз. ბოყვა) — село в Грузии, на территории Онского муниципалитета края (мхаре) Рача-Лечхуми и Нижняя Сванетия.

## География
Село находится в северной части Грузии, на правом берегу реки Хеори (левый приток Риони), на расстоянии приблизительно 6 километров (по прямой) к юго-западу от города Они, административного центра муниципалитета. Абсолютная высота — 1139 метров над уровнем моря.

## Население
По результатам официальной переписи населения 2014 года, в Бокве проживало 2 человека (1 мужчина и 1 женщина). В национальной структуре населения грузины составляли 100 %.
| Год  | Население, человек |
| ---- | ------------------ |
| 2002 | 12                 |
| 2014 | ↘ 2                |